# Burg Hürben
Die Burg Hürben war eine hochmittelalterliche Höhenburg auf etwa 480 m ü. NHN im Dorf Hürben der Gemeinde Giengen an der Brenz im Landkreis Heidenheim in Baden-Württemberg. An der Stelle der abgegangenen Burg liegt heute der Dorffriedhof mit einer Gedenkstelle für die Opfer des Ersten und Zweiten Weltkrieges.

## Beschreibung
Die Burgstelle befindet sich am Ende eines nach Südosten gerichteten Spornes rechts und westlich über dem Hürbetal in etwa 480 m ü. NHN Höhe, fast genau in der Mitte des Dorfes Hürben. 
Heute wird das gesamte Burgareal vom Dorffriedhof eingenommen, dessen Umfriedung sich polygonal um den Sporn zieht. Diese Mauer könnte noch größtenteils identisch mit der Umfassungsmauer der Burg sein. Der einzige Rest dieser Umfassungsmauer und damit der Burg ist ein 24 Meter langes und fünf Meter hohes Mauerstück über der Hürbequelle an der Nordseite des Bergspornes. Das Mauerwerk zeigt heute noch bis in drei Meter Höhe größere Quadersteine und Buckelquader, darüber ist Kernmauerwerk zu sehen.
Auf einer Darstellung der Burgruine in der Renlinschen Forstkarte aus dem Jahr 1591 ist die Lage der Burgkapelle am Nordostende der Burgstelle zu erkennen, in direkter Nähe westlich befand sich das ehemalige Burgtor.

## Geschichte
Die kleine Spornburg war der Stammsitz des Hürbener Ortsadels. Die von Hürben waren wahrscheinlich Ministeriale der Staufer, die ihre Burg nach dem Ort Hürben benannten, dieser wiederum erhielt seinen Namen durch den nahe unter der Burg entspringenden Bach Hürbe.
Erste geschichtliche Nachrichten stammen aus dem Jahr 1135, damals ist ein Teginhart de huirwin (Degenhard von Hürben) Zeuge bei einer Schenkung des nobilis Deginhardus de Sevelt an das Augsburger Kloster Sankt Ulrich. Auch später sind die Hürbener noch mehrmals genannt, so um 1171 als Otto von Hürben (Hurwin) als ein Lehensmann des Klosters Herbrechtingen bei einer Schenkung durch Kaiser Friedrich I. Barbarossa an das Kloster erwähnt wurde. Im Jahr 1193 ist ebenfalls ein Otto von Hürben Zeuge in einer Urkunde von Kaiser Heinrich VI., 1216 ist ein Friedrich von Hürben Urkundenzeuge. Die letzte Namenserwähnung beläuft sich auf das Jahr 1226, ein Bilgerinus von Hürben ist Zeuge in einer Urkunde für Kaiser Heinrich VII. und dem Kloster Weißenau.
In den folgenden Jahren wechselte die Burg dann häufig den Besitzer. 1227 wurde Burg Hürben von Gottfried von Wolfach, dem Vogt des Herbrechtinger Klosters, an die Grafen von Dillingen verkauft, 1286 ging sie durch Erbschaft an die Grafen von Helfenstein.
Im Jahr 1385 kaufte Albrecht von Rechberg die Burg, musste sie aber 1442 an die Stadt Ulm verpfänden. 1448 erwarb Graf Ulrich V. von Württemberg Burg und Dorf Hürben.
Zerstört wurde die Burg am 24. Juni 1449, als sie während des Krieges zwischen den schwäbischen und fränkischen Städten gegen das Haus Württemberg erobert und geschleift wurde. Nur die Burgkapelle überstand den Angriff, sie wurde später zur Dorfkirche, da ein Wiederaufbau der Burg unterblieb. Sie bestand fast drei Jahrhunderte länger. 1728 wurde sie von einem Blitzschlag beschädigt, dann 1737 durch einen weiteren zerstört.
1844 heißt es: Steil erhebt sich über dem Dorfe der abgerundete, isolierte Burghügel Hürben, auf dessen Kuppe der Gottesacker angelegt ist. Von der Burg selbst ist keine Spur mehr vorhanden. Durch den Burggraben getrennt, auf einer südlichen Terrasse dieses Hügels, steht malerisch das 1738 auf Gemeindekosten erbaute Kirchlein mit seinem zierlichen Turm. Vor diesem Jahr 1738 hatte zum Gottesdienst eine noch von der alten Burg übrig gebliebene Kapelle auf dem Berg gedient, die, vom Blitz entzündet, in Flammen aufging.
Ein Halsgraben trennte den Burgplatz von der im Nordwesten anschließenden Hochfläche, dieser 15 Meter breite Sohlgraben wurde um 1960 mit Schutt verfüllt.
Im Jahr 1969 wurde eine neue Leichenhalle eingeweiht.